# Miguel Ángel Sierra
Miguel Ángel Sierra Portillo (ur. 23 października 1971 w Morón de la Frontera) – hiszpański zapaśnik walczący w stylu klasycznym. Olimpijczyk z Barcelony 1992, gdzie zajął dziewiętnaste miejsce w wadze koguciej. 
Zajął szesnaste miejsce na mistrzostwach świata w 1991. Dwunasty na mistrzostwach Europy w 1995. Siódmy na igrzyskach śródziemnomorskich w 1991 roku. Wicemistrz świata juniorów w 1991 roku.

## Letnie Igrzyska Olimpijskie 1992
| Konkurencja          | Rundy eliminacyjne   | Rundy eliminacyjne   | Klas. końcowa |
| Konkurencja          | Przeciwnik I         | Przeciwnik II        | Miejsce       |
| -------------------- | -------------------- | -------------------- | ------------- |
| 57 kg styl klasyczny | Sheng Zetian (CHN) P | Marian Sandu (ROU) P | 19.           |